# Tasajillo
Tasajillo es una localidad del estado mexicano de Guanajuato. Es parte del municipio de Victoria.

## Demografía
| Gráfica de evolución demográfica |
|                                  |

| Censo | Población |
| ----- | --------- |
| 1970  | 301       |
| 1980  | 239       |
| 1990  | 555       |
| 2000  | 723       |
| 2010  | 911       |
| 2020  | 1 078     |